# Kedichem
Kedichem est un village de la commune néerlandaise de Vijfheerenlanden, dans la province de la Hollande-Méridionale. Le 1er janvier 2006, le village comptait 860 habitants.

## Histoire
Kedichem a été une commune indépendante jusqu'au 1er janvier 1986, date de son rattachement à Leerdam.
La même année, le village s'est acquis une notoriété nationale quand des activistes gauchistes ont brûlé un hôtel pour empêcher une réunion de membres de deux petits partis de l'extrême droite. Lors de cet incident, une de ces dernières a été blessée si gravement qu'une de ses jambes a dû être amputée.[pas clair]

## Jumelage
- Laignelet (France) depuis 1999